# Крекінг-установка у Швехаті
Крекінг-установка у Швехаті — підприємство нафтохімічної промисловості у Австрії, розташоване на південно-східній околиці столичного міста Відень. Станом на другу половину 2010-х років єдине у своєму типі в країні.
Першу установку парового крекінгу (піролізу) запустили у Швехаті в 1969-му з потужністю 70 тисяч тонн етилену на рік. В 1975-му цей показник довели до 120 тисяч тонн, а вже за шість років об'єкт законсервували (а потім і демонтували), що пояснювалося введенням в експлуатацію у 1980-му другої піролізної установки. Вона мала первісну потужність по етилену в 320 тисяч тонн, яку в 1998-му збільшили до 345 тисяч. На той же час тут продукувалось 275 тисяч тонн пропілену.
Отримані шляхом піролізу олефіни спрямовувались на розташований поруч майданчик, власником якого з кінця 1990-х є компанія Borealis — спільне підприємство еміратської Mubadala (64 %) та власника крекінг-установки австрійської OMV (36 %). Тут працювало кілька ліній полімеризації, що випускають поліетилен та поліпропілен (для останнього також використовували 45 тисяч тонн пропілену, виділеного з газів розташованого поруч нафтопереробного заводу).
У 2000-му та 2005-му роках Borealis завершила два великих проекти модернізації, що, навіть за умови виведення частини старих ліній, дозволило наростити потужності майданчику до 545 тисяч тонн поліетилену та 435 тисяч тонн поліпропілену на рік. Відповідно, і OMV модернізувала свою установку парового крекінгу, за якою станом на середину 2010-х рахувалась здатність випускати 500 тисяч тонн етилену та 400 тисяч тонн пропілену.
Як сировину піролізна установка у Швехаті використовує переважно газовий бензин (naphtha) — 62 %, а також бутан (23 %) та етан (15 %).
Окрім зазначених вище олефінів, у Швехаті також випускають бутадієн. Після завершеної у 2014-му модернізації потужність блоку їх екстракції зросла на 30 % до 60 тисяч тонн на рік.